# Bath (Nederland)

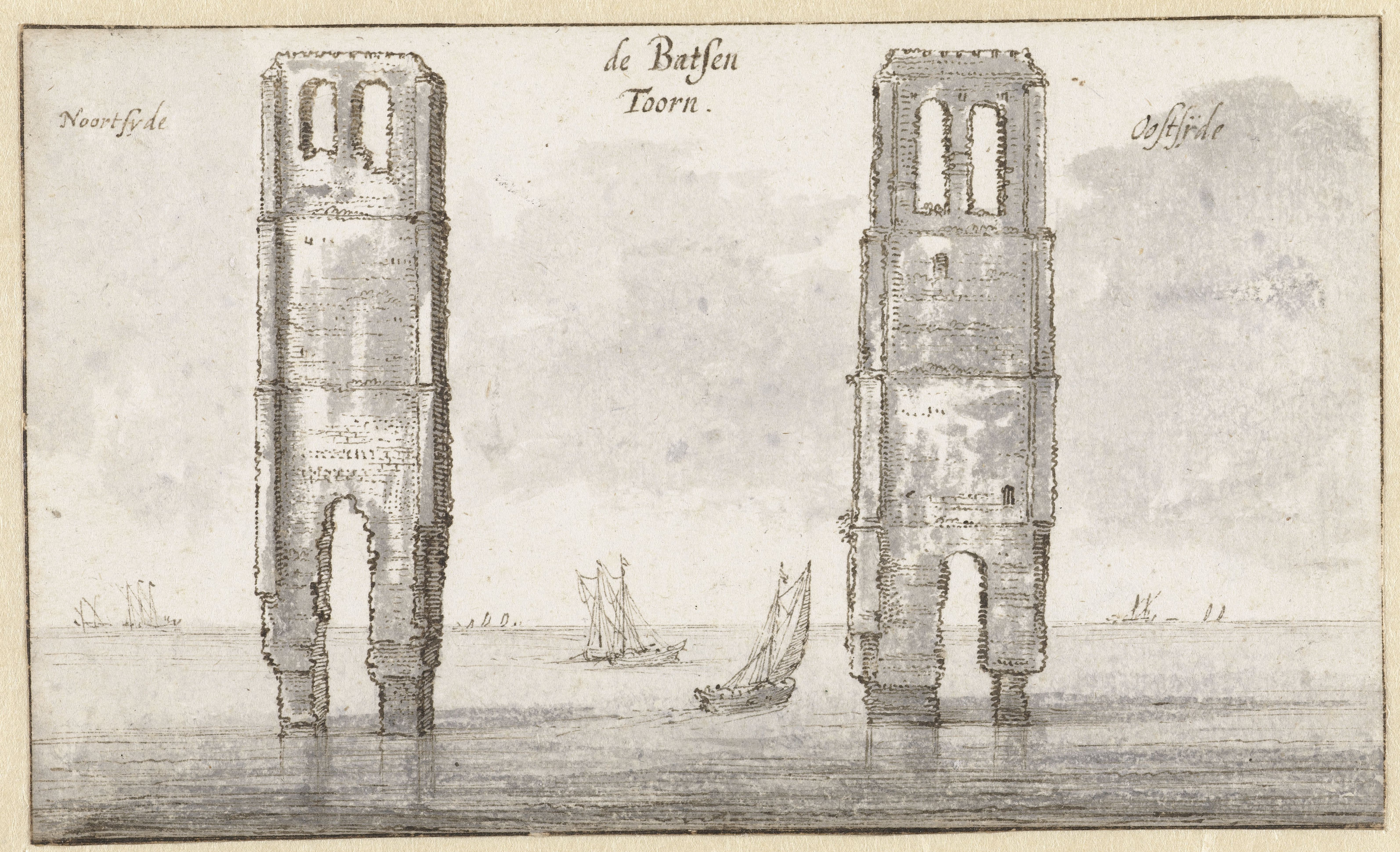
De bouwvallen van de toren van Bath in Zeeland. De Batsen Toorn. Tekening uit de 17e eeuw.

Bath is een klein dorp en voormalige heerlijkheid in de gemeente Reimerswaal, in de Nederlandse provincie Zeeland. Per 1 januari 1816 werd de gemeente Bath ingesteld (ook wel genoemd: Fort-Bath en Bath), deels ontstaan uit de eerder bestaande gemeente Rilland en Bath. Per 1 januari 1878 ging Bath op in de gemeente Rilland-Bath die op 1 januari 1970 deel werd van Reimerswaal. De plaats heeft 103 inwoners (2021).

## Geschiedenis
Bath is vele malen met zeewater overstroomd doordat de dijken doorbraken. Op 5 november 1530 overstroomde het dorp, maar de gaten in de dijken werden gedicht en het land weer drooggemaakt. Twee jaar later braken de dijken opnieuw door en wederom in 1539. Het dorp was toen volledig verwoest en pas ruim twee eeuwen later, in 1773, werd het gebied weer ingedijkt en drooggemaakt.

### Fort Bath
Op 18 oktober 1785 kreeg Generaal Carel Diederik du Moulin, directeur-generaal van het landelijke Korps Directeurs en Ingenieurs der Fortificatiën, van de Raad van State opdracht om een geschikte plaats voor een nieuw fort te zoeken, nadat Den Haag als gevolg van het op 8 november 1785 met Keizer Jozef II gesloten Verdrag van Fontainebleau aan hem de ter weerszijden van de Schelde gelegen forten Lillo en Liefkenshoek had moeten afstaan. Begin 1786 kwam Du Moulin met het plan om deze aan de Batse Kaaij te bouwen. 
Na het uitvoeren van de grondwerkzaamheden werd in 1787 begonnen met de bouw van de militaire gebouwen zoals een kruitmagazijn, kazematten en kazernes, naar ontwerp van kapitein-ingenieur Johan Jacob de Freijtag. Deze waren groot genoeg om een bezetting van 300 militairen te huisvesten. Bij de uitwerking van de bouwplannen raakte vervolgens ook kortstondig Jan Giudici, de inspecteur-generaal van de gebouwen van de Admiraliteit op de Maze in Rotterdam, betrokken. De Zeeuwse landsarchitect Coenraad Kayser ontwierp in 1788 het hoofdgebouw van de Admiraliteit; in 1792 maakte zijn opvolger Abraham Voerman een ontwerp voor een kerk en school, waarvan de eerste sterk leek op de door Kayser in 1783-1785 gebouwde Hervormde Kerk van Hoofdplaat in Zeeuws-Vlaanderen, met een obeliskachtige spits ter bekroning van het torentje op het kerkdak. Het plan bleef onuitgevoerd, pas in 1828 werd een kerk opgetrokken, die tot de verplaatsing naar Rilland in 1888 dienst zou doen.
Het fort kreeg twee belangrijke taken, namelijk de bewaking of belemmering van de scheepvaart van en naar Antwerpen en de bescherming van oostelijk Zuid-Beveland. Hier werd ook een douanekantoor gevestigd om schepen die van of naar Antwerpen voeren belasting te laten betalen. In augustus 1809 werd het fort door de Engelsen, in de Walcherenexpeditie, ingenomen. Generaal Bruge had het fort voor die tijd verlaten en de Engelsen konden het zonder strijd binnentreden. Op 24 augustus vertrokken de Engelsen, maar alle bewapening was meegenomen of vernietigd. In 1813 kwam het fort in handen van de Fransen en pas na de Vrede van Parijs (1814), trokken zij zich terug. In 1828 werd het fort versterkt, maar dit kreeg nog een extra impuls na de Belgische afscheuring in 1830. Eerst werd de zijde aan de Westerschelde verbeterd en vervolgens de landzijde. In 1833 woonden er 190 mensen in Bath die actief waren in de handel, visserij en landbouw. In 1839 sloten Nederland en België het Verdrag van Londen. Dankzij de neutraliteitspolitiek nam de noodzaak voor het fort af en in 1876 werd het opgeheven. Alleen een douanepost bleef over, die nog tot 1953 zou blijven bestaan. Alleen de omtrek van het fort is nog terug te vinden; bebouwing, aarden wallen en de grachten zijn verdwenen.

## Bathstelling

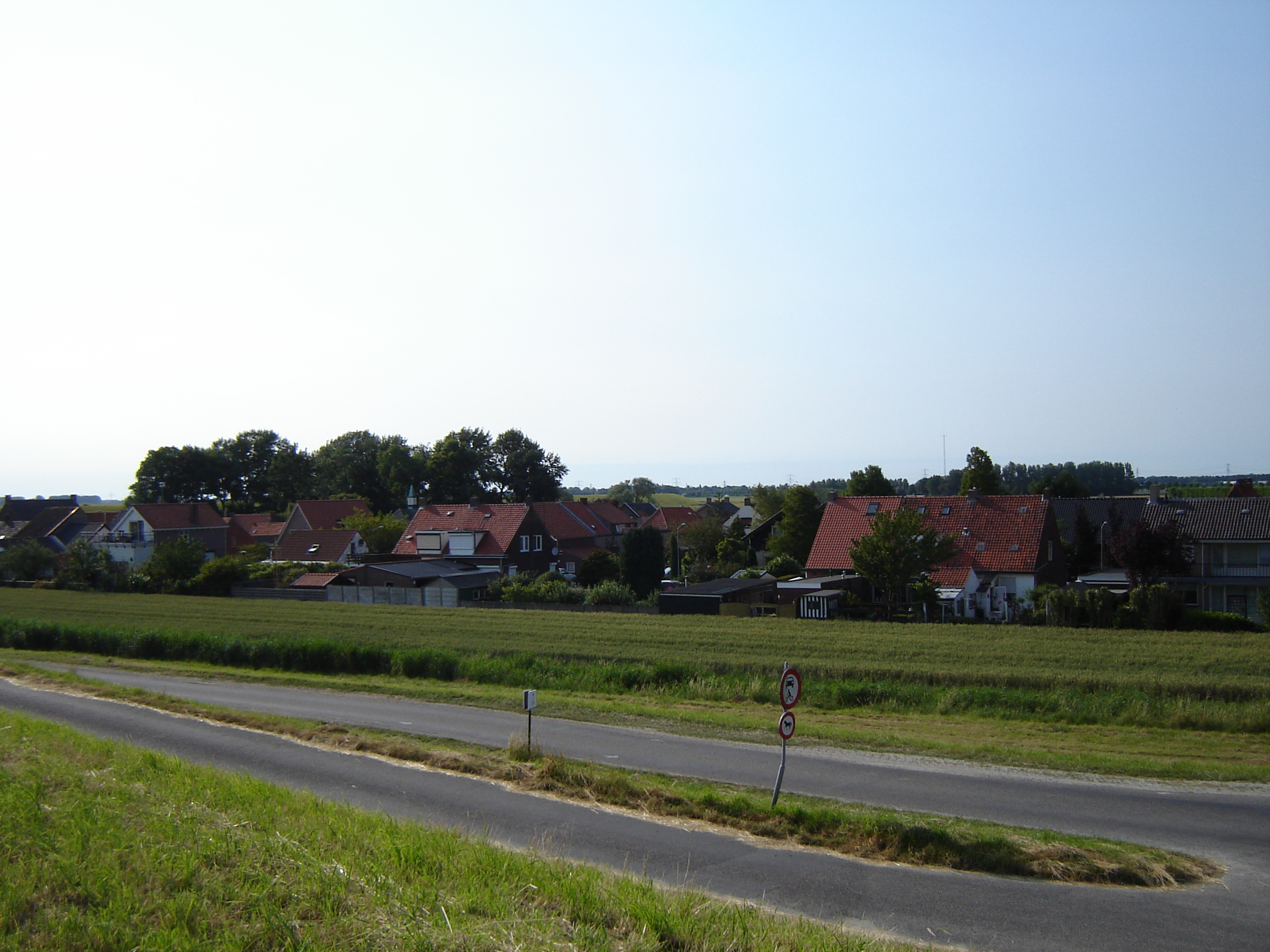
Gezicht op Bath

In 1939 werd het fort nog opgenomen in de Bathstelling die bedoeld was om de toegang tot Zuid-Beveland af te sluiten. In datzelfde jaar was ook nog opdracht gegeven voor de bouw van zeven gevechtsopstellingen aan de dijk van de Bathpolder tussen de Kreekrakdam en het kustlicht bij Bath. Een ander onderdeel van deze stelling was de inundatievlakte ten noorden van Bath, de enige op Zuid-Beveland. Op 10 mei werd het bevel tot inundatie gegeven, maar door de lage waterstand en oostenwind mislukte het om het gebied onder water te zetten. Toen de Duitse troepen op 14 mei 1940 bij de stelling aankwamen was deze zo goed als verlaten. Na een artilleriebeschieting in de avond gaven de laatste nog aanwezige manschappen zich over. Voor de overgave wilden ze in het raadhuis van Rilland nog enige documenten en kaarten verbranden, maar hierbij ging ook het raadhuis in vlammen op. Een deel van de Nederlandse militairen had zich teruggetrokken achter de meer naar het westen gelegen Zanddijkstelling.

## Kerk

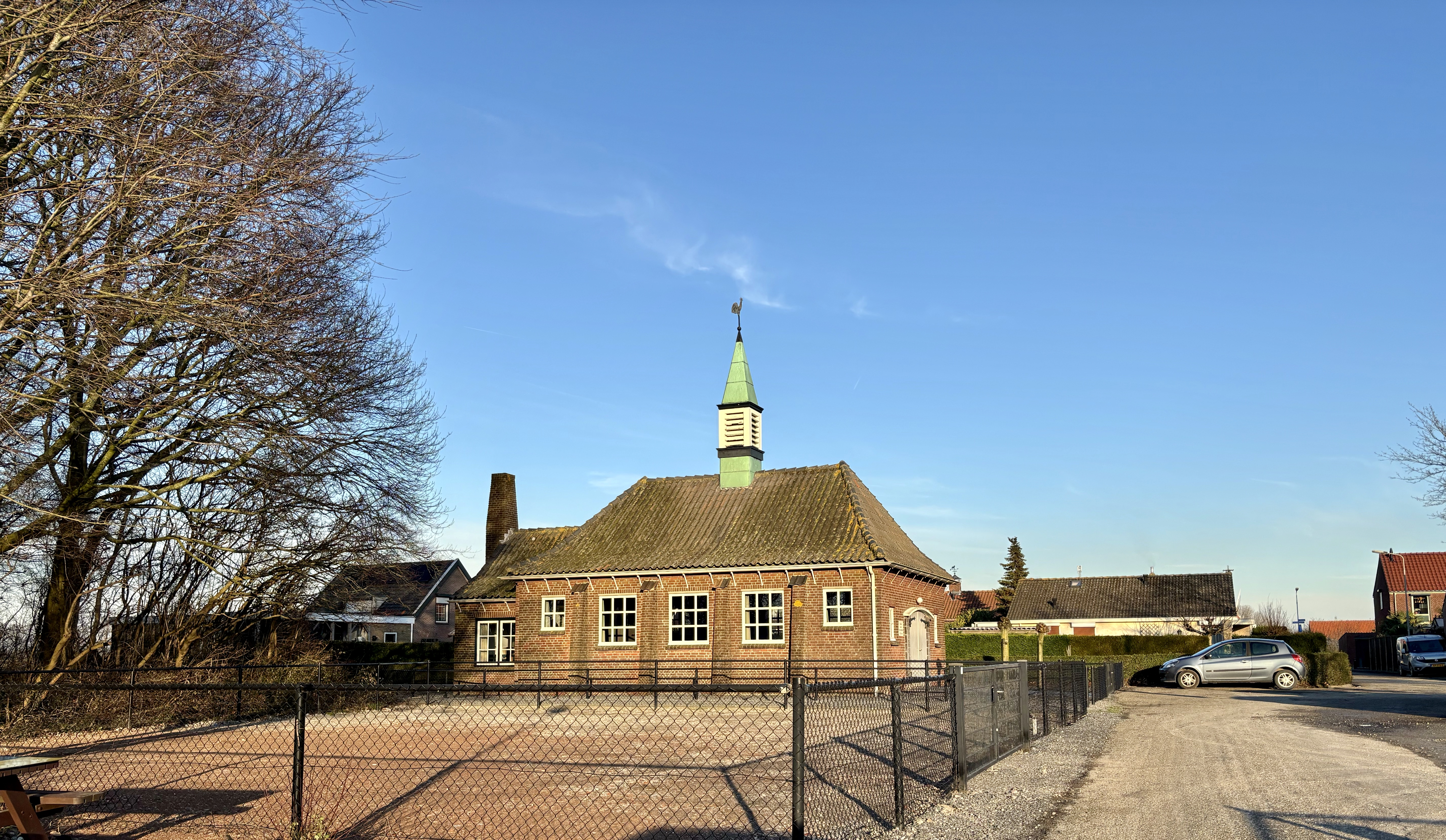
Evangelische kerk in Bath

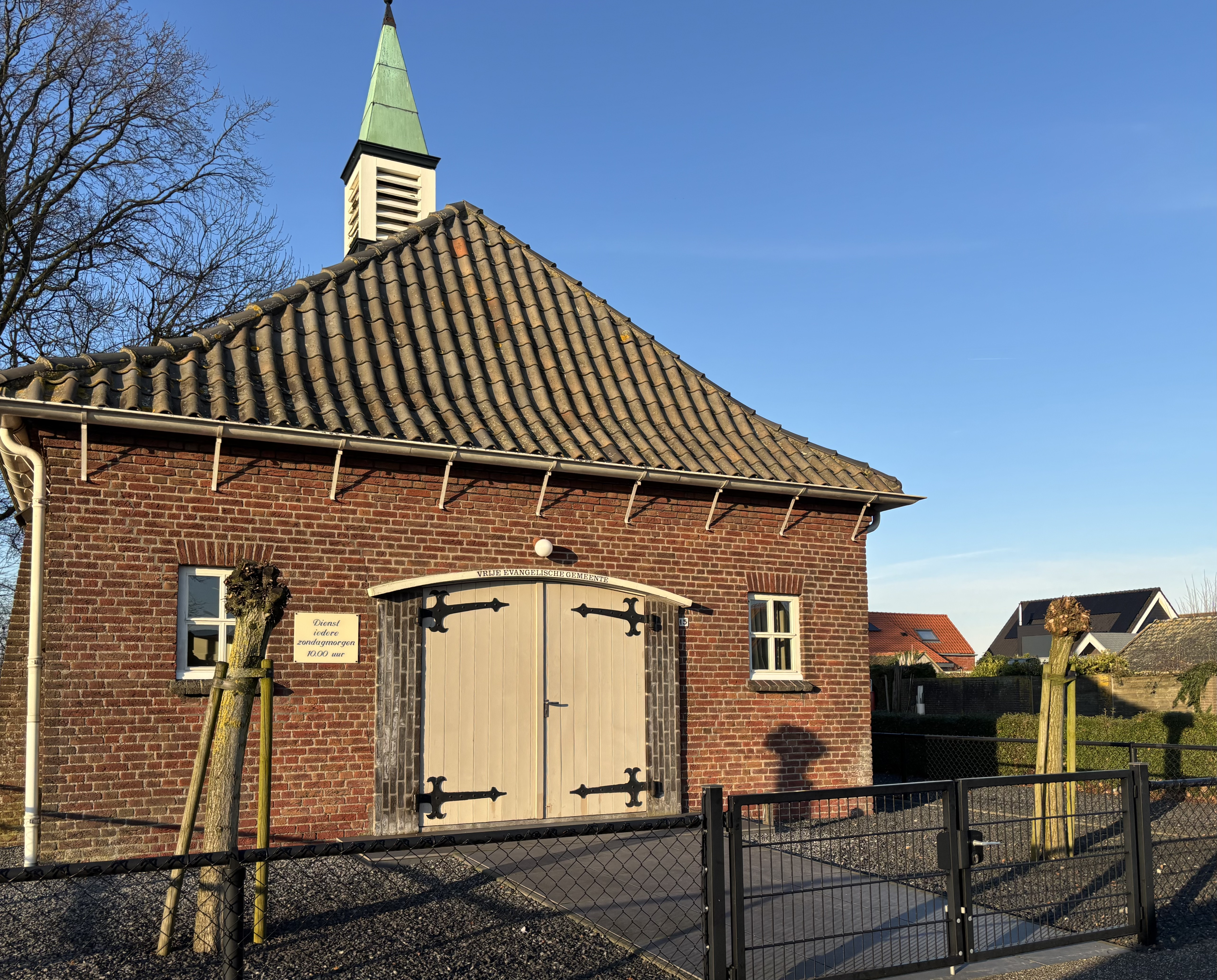
Kerk in Bath (Gem Reimerswaal)

Bath heeft ook een kerk. Bijzonder hieraan is dat de dorpskerk hier een Vrije Evangelische Gemeente is. Waarschijnlijk is dit de enige plaats in Nederland waar de dorpskerk evangelisch is. Deze gemeente ontstond in 1888 toen de hervormde kerk verplaatst werd naar Rilland. De gemeente sloot zich in 1910 aan bij de Bond van Vrije Evangelische Gemeenten.

## Heerlijkheid
In 1799 kwam de heerlijkheid Bath, via de geslachten Van der Bilt en Van den Brande, in bezit van de familie Slicher waarin het tot nu toe is gebleven:
- Wilhelmina Carolina van den Brande, vrouwe van Westhoven, Domburg en Bath (1779-1826), die de heerlijkheid Bath erfde van haar tante Jacoba van den Brande (1735-1794), eerste directrice van het Natuurkundig Genootschap der Dames; trouwde in 1799 met Adriaan Casper Cornelis Slicher (1776-1808), burgemeester van Middelburg
  - Willem Anthony Slicher, heer van Bath (1806-1880), legerofficier
    - Adriaan Pieter Slicher, heer van Bath (1838-1933), lid gemeenteraad van Aalten
      - Willem Antonie Slicher (1881-1968), kapitein der infanterie
        - Bernard Hendrik Slicher, heer van Bath (1910-2004), historicus